# Korpus (Möbel)

Möbelkorpus mit durchgehenden Seitenteilen und fester Zwischenwand

Der Korpus (Plural: Korpusse) bezeichnet im Möbelbau die tragenden Teile ohne den Unterbau eines Möbels.
Der Korpus besteht aus den Seitenteilen, oberem und unterem Boden und der Rückwand. Zusätzlich können feste Mittelseiten, feste Zwischenböden und Vorderteile zum Korpus gehören. Gehen die Seitenteile nicht bis zum Boden durch, wird er von Füßen, einem Unterbau aus einem Sockel, einem Gestell oder Ähnlichem getragen. Innen wird er durch Laden, Fächer oder meist verstellbare Fachböden ergänzt. Bleibt der Korpus nicht als Regal offen, wird er an der Vorderseite durch Fronten aus Dreh- oder Schiebetüren, Klappen oder Rollläden geschlossen.